# Valeriano Castiglione
Valeriano Castiglione (Milano, 3 gennaio 1593 – Milano, 1663) è stato un religioso e scrittore italiano.

## Biografia
Nato a Milano nel 1593, Castiglione entrò nell'Ordine benedettino il 1º novembre 1610. Compì gli studi di lettere umane e divine nel convento milanese di San Simpliciano e si legò d'amicizia con l'abate Angelo Grillo, che ne favorì l'esordio letterario e lo introdusse negli ambienti della bresciana Accademia degli Erranti.
Emigrato nel Ducato di Savoia sotto la protezione di Carlo Emanuele I (forse a seguito di minacce ricevute), dal quale fu nominato nel 1624 storiografo sabaudo, nel 1627 compì una significativa prima esplorazione per fini scientifici del territorio attorno al Monviso. Di quest'esperienza lasciò il resoconto scritto Relatione di Monviso et dell'origine di fiume Po (1627), pubblicato a Cuneo.
L'opera più famosa di Castiglione è lo Statista regnante (Venezia 1626), trattatello politico che può dirsi un estratto della Ragion di stato di Giovanni Botero ridotta a cinquanta massime riguardanti il modo in cui deve comportarsi il principe nel governo.
Il trattato di Castiglione è citato in modo canzonatorio nel capitolo XXVII dei Promessi Sposi di Manzoni:
(Manzoni, I promessi sposi, capitolo XXVII)
Castiglione scrisse inoltre un Elogium de gestis heroicis Caroli Emanuelis (Venezia 1625), una Istoria della reggenza di Madama reale (Torino 1656), e lunghe ed erudite annotazioni al Regno d'Italia sotto i Barbari di Emanuele Tesauro (Torino 1664).

## Opere
- Statista regnante di D. Valeriano Castiglione milanese monaco cassinense, Lione, 1623.
- Il vino. Discorso di Don Valeriano Castiglione monaco cassinense alli signori accademici filarmonici di Verona, Milano, appresso Graciadio Ferioli, 1624.
- Sacre pompe saviglianesi nella traslatione de' santi martiri Benedetto, Giusto, e Tadea  descritte dal P.D. Valeriano Castiglione milanese, monaco cassinense, Torino, appresso Gio. Giacomo Barella, 1630.
- Il prencipe bambino di don Valeriano Castiglione abbate cassinense, Torino, per Gio. Zavatta, & Gio. Domenico Gaiardo, 1633?
- Lettere dell'abbate d. Valeriano Castiglione milanese benedettino cassinense. Su l'opere dell'illustrissimo sig. Gio. Francesco Loredano nobile veneto, Torino,  Gio. Ambrosio Niella, 1642.
- Delle prose dell'abbate D. Valeriano Castiglione benedettino cassinense, & accademico incognito, Torino, per Gio. Giacomo Rustis, 1645.
- La maestà della reina di Svecia, Christina Alessandra ricevuta negli Stati dalle altezze reali di Savoia l'anno 1656, Torino, per Carlo Gianelli, 1656.
- La nascita del re delfino di Francia celebrata dalle altezze reali di Savoia. Relatione dell'Abbate D. Valeriano Castiglione loro istoriografo, Torino, Carlo Gianelli, 1661.
- Le feste nuttiali delle regie altezze di Savoia descritte dall'Abbate Don Valeriano Castiglione Benedettino milanese loro historico, Torino, per Gio. Antonio e Giuseppe Antonio Fratelli Gianelli, 1663.